# Salvatore Ligorio
Salvatore Ligorio (* 13. října 1948 Grottaglie) je italský římskokatolický duchovní a emeritní arcibiskup Potenzy-Muro Lucano-Marsico Nuovo.

## Život
Narodil se 13. října 1948 v Grottaglii.
Vstoupil do Papežského regionálního semináře v Molfettě. Teologické a filosofické vzdělání získal na Papežské lateránské univerzitě. Dne 13. července 1972 byl arcibiskupem Guglielmem Motolesem vysvěcen na kněze a inkardinován do arcidiecéze Taranto. Dtal se farním vikářem farnosti Svaté rodiny v Martina Franca.
Zastával funkci rektora arcibiskupského semináře v Martina Franca a kanovníka metropolitní kapituly. Byl okrskovým vikářem Grottaglie a farářem farnosti Madonna delle Grazie v rodném městě. Dne 19. prosince 1997 jej papež Jan Pavel II. jmenoval biskupem Tricarica. Biskupské svěcení přijal 11. února následujícího roku z rukou arcibiskupa Benigna Luigiho Papy a spolusvětiteli byli arcibiskupové Ennio Appignanesi a Guglielmo Motolese.
Dne 20. března 2004 byl převeden do úřadu arcibiskupa Matery-Irsiny a 5. října 2015 papežem Františkem do úřadu metropolitního arcibiskupa Potenzy-Muro Lucano-Marsico Nuovo. Dne 2. února 2024 přijal papež jeho rezignaci z důvodu dosažení kanonického věku 75 let.